# Flecha de Heist 2019
La 12.ª edición de la clásica ciclista Flecha de Heist fue una carrera en Bélgica que se celebró el 22 de junio de 2019 con inicio en la ciudad de Vosselaar y final en la ciudad de Heist-op-den-Berg sobre un recorrido de 194 kilómetros.
La carrera formó parte del UCI Europe Tour 2019, dentro de la categoría UCI 1.1. El vencedor fue el colombiano Álvaro Hodeg del Deceuninck-Quick Step seguido del belga Jasper Philipsen del UAE Emirates y el irlandés Rory Townsend del Canyon dhb p/b Bloor Homes

## Equipos participantes
Tomaron parte en la carrera 19 equipos de los cuales 3 fueron de categoría UCI WorldTeam, 9 de categoría Profesional Continental y 7 de categoría Continental, quienes formaron un pelotón de 134 ciclistas de los que acabaron 111. Los equipos participantes fueron:
| WorldTeams (3)- Deceuninck-Quick Step - Lotto Soudal - UAE Team Emirates Equipos continentales profesionales (9)- Androni Giocattoli-Sidermec - Cofidis, Solutions Crédits - Corendon-Circus - Riwal Readynez - Roompot-Charles - Sport Vlaanderen-Baloise - Vital Concept-B&B Hotels - Wallonie Bruxelles - Wanty-Groupe Gobert Equipos continentales (7)- BEAT Cycling Club - Canyon DHB p/b Bloor Homes - Cibel-Cebon - Drapac-Cannondale Holistic Development - EvoPro Racing - SEG Racing Academy - Tarteletto-Isorex |
| |

## Clasificación final
- Las clasificaciones finalizaron de la siguiente forma:[3]

| \| Clasificación general \| Clasificación general \| Clasificación general \| Clasificación general \| Clasificación general \| \| Ciclista \| Ciclista \| Equipo \| Tiempo \| \| \| --------------------- \| --------------------- \| -------------------------- \| --------------------- \| --------------------- \| \| 1.º \| Álvaro Hodeg \| Deceuninck-Quick Step \| 4 h 19 min 45 s \| \| \| 2.º \| Jasper Philipsen \| UAE Team Emirates \| + 0 s \| \| \| 3.º \| Rory Townsend \| Canyon DHB p/b Bloor Homes \| + 0 s \| \| \| 4.º \| Dries De Bondt \| Corendon-Circus \| + 0 s \| \| \| 5.º \| Guillaume Seye \| BEAT Cycling Club \| + 0 s \| \| \| 6.º \| Jimmy Janssens \| Corendon-Circus \| + 0 s \| \| \| 7.º \| Nacer Bouhanni \| Cofidis, Solutions Crédits \| + 0 s \| \| \| 8.º \| Jan-Willem van Schip \| Roompot-Charles \| + 0 s \| \| \| 9.º \| Davide Martinelli \| Deceuninck-Quick Step \| + 3 s \| \| \| 10.º \| Kévin Réza \| Vital Concept-B&B Hotels \| + 3 s \| \| |                      |                            |                 |
| |                      |                            |                 |
| Fuente: ProCyclingStats |                      |                            |                 |
| Clasificación general |                      |                            |                 |
| Ciclista | Ciclista             | Equipo                     | Tiempo          |
| 1.º | Álvaro Hodeg         | Deceuninck-Quick Step      | 4 h 19 min 45 s |
| 2.º | Jasper Philipsen     | UAE Team Emirates          | + 0 s           |
| 3.º | Rory Townsend        | Canyon DHB p/b Bloor Homes | + 0 s           |
| 4.º | Dries De Bondt       | Corendon-Circus            | + 0 s           |
| 5.º | Guillaume Seye       | BEAT Cycling Club          | + 0 s           |
| 6.º | Jimmy Janssens       | Corendon-Circus            | + 0 s           |
| 7.º | Nacer Bouhanni       | Cofidis, Solutions Crédits | + 0 s           |
| 8.º | Jan-Willem van Schip | Roompot-Charles            | + 0 s           |
| 9.º | Davide Martinelli    | Deceuninck-Quick Step      | + 3 s           |
| 10.º | Kévin Réza           | Vital Concept-B&B Hotels   | + 3 s           |

## UCI World Ranking
La Flecha de Heist otorgó puntos para el UCI World Ranking para corredores de los equipos en las categorías UCI WorldTeam, Profesional Continental y Equipos Continentales. Las siguientes tablas son el baremo de puntuación y los 10 corredores que obtuvieron más puntos:
| Posición   | 1.º | 2.º | 3.º | 4.º | 5.º | 6.º | 7.º | 8.º | 9.º | 10.º | 11.º | 12.º | 13.º-15.º | 16.º-25.º |
| Puntuación | 125 | 85  | 70  | 60  | 50  | 40  | 35  | 30  | 25  | 20   | 15   | 10   | 5         | 3         |

| Clasificación |                      |                            |        |
| Posición      | Ciclista             | Equipo                     | Puntos |
| ------------- | -------------------- | -------------------------- | ------ |
| 1.º           | Álvaro Hodeg         | Deceuninck-Quick Step      | 125    |
| 2.º           | Jasper Philipsen     | UAE Emirates               | 85     |
| 3.º           | Rory Townsend        | Canyon dhb p/b Bloor Homes | 70     |
| 4.º           | Dries De Bondt       | Corendon-Circus            | 60     |
| 5.º           | Guillaume Seye       | BEAT CC                    | 50     |
| 6.º           | Jimmy Janssens       | Corendon-Circus            | 40     |
| 7.º           | Nacer Bouhanni       | Cofidis, Solutions Crédits | 35     |
| 8.º           | Jan-Willem van Schip | Roompot-Charles            | 30     |
| 9.º           | Davide Martinelli    | Deceuninck-Quick Step      | 25     |
| 10.º          | Kévin Réza           | Vital Concept-B&B Hotels   | 20     |